# سانتانا دو مارانهاو
سانتانا دو مارانهاو بلدية في ولاية مارانهاو في المنطقة الشمالية الشرقية من البرازيل.